# NGC 7583
NGC 7583 (również NGC 7605 lub PGC 70975) – galaktyka soczewkowata (S0-a), znajdująca się w gwiazdozbiorze Ryb.
Odkrył ją Albert Marth 2 września 1864 roku. 29 listopada tego samego roku obserwował ją ponownie, lecz określił jej pozycję z błędem około jednej minuty czasowej i w rezultacie uznał, że odkrył nowy obiekt. John Dreyer w swoim New General Catalogue skatalogował obie obserwacje Martha jako NGC 7583 i NGC 7605.